# Paddy Jackson
David Patrick Lindsay James Jackson, detto Paddy (Belfast, 5 gennaio 1992), è un rugbista a 15 britannico, internazionale per l'Irlanda, dal 2019 mediano d'apertura dei London Irish in English Premiership.

## Biografia
Figlio di un rugbista dilettante nordirlandese, Jackson spese parte dell'infanzia con la famiglia a Birmingham, in Inghilterra, dove praticò inizialmente il calcio prima di passare al rugby in una squadra locale; quando la sua famiglia tornò a Belfast Jackson aveva otto anni, e si dedicò completamente al rugby.
Messo sotto contratto nel 2010, a 18 anni, dalla selezione di Pro12 dell'Ulster, Jackson debuttò in tale torneo nel febbraio 2011 a 19 anni appena compiuti, contro gli Scarlets; in quella stessa stagione giunse fino alla finale di Heineken Cup, persa contro il Leinster.
Nel corso del Sei Nazioni 2013 esordì in Nazionale irlandese contro la Scozia, marcando 3 punti, e disputando in seguito gli altri due incontri rimanenti. Nel 2015 fece parte della squadra irlandese alla Coppa del Mondo in Inghilterra.